# Leisach
Leisach è un comune austriaco di 745 abitanti nel distretto di Lienz, in Tirolo.
Nel suo territorio comunale sorge la Chiusa di Lienz.